# 2965 Surikov
2965 Surikov este un asteroid din centura principală, descoperit pe 18 ianuarie 1975 de Liudmila Cernîh.